# David Sedmidubský
David Sedmidubský (* 3. září 1966) je profesor anorganické chemie na VŠCHT a badatel v oblasti chemie a termodynamiky pevných látek. V roce 1989 absolvoval VŠCHT v oboru Technologie silikátů, o čtyři roky později získal doktorát ve Fyzikálním ústavu Akademie věd, habilitoval se v roce 2003 v oboru anorganické chemie a v roce 2007 se stal profesorem. V letech 1994–1995 absolvoval postdoktorský studijní pobyt v Institut de Chimie de la Matière Condensée v Bordeaux, ve letech 2000–2001 působil jako hostující profesor na universitě v Caen (Laboratoire CRISMAT CNRS) a v období 2003–2004 a 2008–2009 pracoval jako hostující vědec v Institut for Transuranium Elements, Joint Research Centre při Evropské komisi. V posledních letech se zabývá elektronovou strukturou pevných látek, termodynamikou nestechiometrických oxidů, výzkumem magnetických polovodičů, termoelektrických kobaltitů, grafenu a chalkogenidů přechodných kovů.